# Clarice Tartufari
Clarice Gouzy, sposata Tartufari (Roma, 14 febbraio 1868 – Bagnore, 3 settembre 1933), è stata una scrittrice italiana.

## Biografia
Dopo aver conseguito il diploma magistrale si sposa e si trasferisce a Bagnore sul Monte Amiata, in provincia di Grosseto, dove trascorrerà quasi tutto il resto della sua vita.
Inizia la carriera di scrittrice con bozzetti, poesie e racconti pubblicati in piccoli opuscoli tirati in poche copie (detti plaquettes) o su riviste. L'esordio in campo letterario avviene con la pubblicazione del volume Versi nuovi  (1894), che non gode di particolare successo, a cui seguirà una seconda raccolta di poesie intitolata Vespri di maggio (1896).
In seguito scrive, per una quindicina d'anni, opere teatrali, tra le quali: Modernissima (1900), Dissidio (1901), Logica (1901), Arboscelli divelti (1903), L'eroe (1904), La salamandra (1906), Suburra, Lucciole sulla neve (1907) e Il marchio (1914).
Decisamente più importante è la sua produzione narrativa, dove la Tartufari riesce a dare il meglio di sé, al punto che Benedetto Croce arriva a reputarla superiore a Grazia Deledda. Tra i suoi romanzi più importanti: Roveto ardente (1901), molto apprezzato da Luigi Capuana, Il miracolo (1909), che fu particolarmente elogiato in Germania, All'uscita del labirinto (1914), che Giovanni Boine giudicò positivamente, e Ti porto via! (1933).
Morì il 3 settembre 1933 a Bagnore.
Una via di Roma, nel IX Municipio, zona Castel di Decima, è intitolata al suo nome.